# São José do Xingu
São José do Xingu – miasto i gmina w Brazylii, w stanie Mato Grosso.